# Độc quyền tự nhiên
Theo kinh tế học, độc quyền tự nhiên xuất hiện khi, do quy luật tăng hiệu quả kinh tế theo quy mô, hiệu quả sản xuất và phân phối của một ngành đạt được tối đa khi chỉ có một người cung cấp duy nhất do sản lượng càng lớn thì chi phí cho một đơn vị sản phẩm càng nhỏ. Một số nhà kinh tế học theo trường phái thị trường tự do cho rằng độc quyền tự nhiên chỉ tồn tại trên lý thuyết, không có trong thực tế. Lý luận về độc quyền tự nhiên thường được dùng để bào chữa cho những quy định pháp lý giúp nhà nước kiểm soát một số ngành kinh tế, hạn chế cạnh tranh trong các ngành đó.
Độc quyền tự nhiên xuất hiện khi người cung cấp lớn nhất trong một ngành, hoặc người cung cấp đầu tiên trong một khu vực, có lợi thế vượt trội về chi phí so với những đối thủ cạnh tranh khác đang có mặt tại thị trường hoặc dự định tham gia thị trường. Lợi thế này còn được gọi là "lợi thế của người đến đầu tiên". Xu hướng này thường xuất hiện ở những ngành có chi phí cố định lớn, người cung cấp đầu tiên đã chiếm được gần hết thị phần, vì vậy chi phí cố định bình quân cho một sản phẩm của họ nhỏ. Trong khi đó, những người cung cấp khác có thị phần nhỏ, vì thế chi phí cố định bình quân cho một sản phẩm lớn hơn nhiều. Độc quyền tự nhiên cũng có thể phụ thuộc vào việc kiểm soát một nguồn tài nguyên thiên nhiên nào đó.
Trong các ngành độc quyền tự nhiên sản lượng càng lớn thì chi phí cho một đơn vị sản phẩm càng nhỏ nhưng giá càng thấp do đó lợi nhuận biên sẽ có xu hướng tiến về 0 tương tự với thị trường cạnh tranh hoàn hảo. Tuy nhiên doanh nghiệp độc quyền thường giới hạn sản lượng, giữ ở một mức giá cao để đạt được lợi nhuận tối đa khiến người tiêu dùng bị thiệt hại và khiến nền kinh tế không đạt hiệu quả tối ưu (khi lợi nhuận biên bằng 0). Chính vì vậy nhà nước phải kiểm soát các ngành độc quyền tự nhiên để tránh điều này nhằm bảo vệ người tiêu dùng và khiến nền kinh tế đạt hiệu quả tối ưu.
Một số ngành độc quyền tự nhiên tiêu biểu như điện, nước, viễn thông...